# Autocad Architecture
Autocad Architecture (ACA), stiliserat som AutoCAD Architecture, är ett branschspecifikt Autocad-program anpassat för arkitektur från Autodesk.
Autocad Architecturals objekt har relation till varandra och kan interagera på ett intelligent sätt med varandra. Objekten kan representeras i både 2D och 3D.

## Versionshistorik
| Officiellt namn                     | Version | Release | Releasedatum   | Kommentarer                                                                                       |
| ----------------------------------- | ------- | ------- | -------------- | ------------------------------------------------------------------------------------------------- |
| Autocad Architectural Desktop 1     | i.u.    | 1       | 1998, oktober  | Plattform: Autocad R14                                                                            |
| Autocad Architectural Desktop 2     | 15.0    | 2       | 1999, juli     | Plattform: Autocad 2000                                                                           |
| Autocad Architectural Desktop 2i    | 15.1    |         | 2000, juli     | Plattform: Autocad 2000i (enbart portning)                                                        |
| Autocad Architectural Desktop 3     | 15.1    | 3       | 2000, december | Plattform: Autocad 2000i                                                                          |
| Autocad Architectural Desktop 3.3   | 15.6    |         | 2001, juni     | Plattform: Autocad 2002 (enbart portning)                                                         |
| Autodesk Architectural Desktop 2004 | 16.0    | 4       | 2003, mars     | Plattform: Autocad 2004                                                                           |
| Autodesk Architectural Desktop 2005 | 16.1    | 5       | 2004, april    | Plattform: Autocad 2005                                                                           |
| Autodesk Architectural Desktop 2006 | 16.2    | 6       | 2005, april    | Plattform: Autocad 2006                                                                           |
| Autodesk Architectural Desktop 2007 | 17.0    | 7       | 2006, april    | Plattform: Autocad 2007                                                                           |
| Autocad Architecture 2008           | 17.1    | 8       | 2007, mars     | Plattform: Autocad 2008                                                                           |
| Autocad Architecture 2009           | 17.2    | 9       | 2008, mars     | Plattform: Autocad 2009; första releasen med stöd för x86-64-versionerna av windows XP och Vista. |
| Autocad Architecture 2010           | 18.0    | 10      | 2009, mars     | Plattform: Autocad 2010                                                                           |
| Autocad Architecture 2011           | 18.1    | 11      | 2010, mars     | Plattform: Autocad 2011                                                                           |
| Autocad Architecture 2012           | 18.2    | 12      | 2011, 22 mars  | Plattform: Autocad 2012                                                                           |
| Autocad Architecture 2013           | 19.0    | 13      | 2012, 27 mars  | Plattform: Autocad 2013                                                                           |
| Autocad Architecture 2014           | 19.1    | 14      | 2013, 26 mars  | Plattform: Autocad 2014                                                                           |
| Autocad Architecture 2015           | 20.0    | 15      | 2014, 27 mars  | Plattform: Autocad 2015                                                                           |
| Autocad Architecture 2016           | 20.1    | 16      | 2015, 20 mars  | Plattform: Autocad 2016                                                                           |
| Autocad Architecture 2017           | 21.0    | 17      | 2016, 30 mars  | Plattform: Autocad 2017                                                                           |
| Autocad Architecture 2018           | 22.0    | 18      | 2017, mars     | Plattform: Autocad 2018                                                                           |
| Autocad Architecture 2019           | 23.0    | 19      | 2018, mars     | Plattform: Autocad 2019                                                                           |
| Autocad Architecture 2020           | 23.1    | 20      | 2019, mars     | Plattform: Autocad 2020                                                                           |